# عمر غارسيا (لاعب كرة قدم)
عمر غارسيا (بالإسبانية: Omar García)‏ هو لاعب كرة قدم أرجنتيني في مركز الهجوم، ولد في 11 سبتمبر 1937 في بوينس آيرس في الأرجنتين. لعب مع نادي إكسكيورسيونيستاس.

## وصلات خارجية
- عمر غارسيا (لاعب كرة قدم) على موقع قاعدة بيانات كرة القدم.إي يو (الإنجليزية)
- عمر غارسيا (لاعب كرة قدم) على موقع ناشيونال فوتبول تيمز (الإنجليزية)